# Irina Gajdamačuk
Irina Viktorovna Gajdamačuk, soprannominata Satana in gonnella e la lupa di Krasnoufimsk (in russo Ирина Викторовна Гайдамачук?; Njagan', 1972), è una serial killer russa, che ha ucciso 17 anziane tra il 2002 e il 2010.

## Biografia
La Gajdamačuk è nata nella città di Njagan'. Da giovane divenne una dipendente dall'alcol. Di conseguenza, ai genitori fu revocata la patria potestà. Si spostò a Krasnoufimsk nei primi anni novanta, dove conobbe un uomo con il quale poi ebbe due figli. Il marito Jurij secondo delle voci dell'epoca non diede mai soldi alla Gajdamačuk per timore che li spendesse in alcol.

## Omicidi
La maggior parte dei crimini della Gajdamačuk furono commessi a Krasnoufimsk. Crimini simili furono commessi anche e Ekaterinburg, Serov, Achit e a Družinino. Un'altra donna, Marina Valeeva, fu inizialmente sospettata per gli omicidi e sotto pressione della polizia ne aveva confessati alcuni.

## Processo
Gajdamačuk fu accusata di 17 omicidi e un tentato omicidio.
Un esame psichiatrico mostrò che nonostante la Gajdamačuk desse segni di squilibrio mentale, era comunque lucida al momento degli omicidi.
Nel febbraio 2012 iniziò il processo. La Gajdamačuk diede una confessione durante le indagini preliminari ma la contestò durante il processo.
Il 12 giugno 2012, è stata condannata a 20 anni di reclusione.